# Thế nhiệt động
Một thế nhiệt động là một đại lượng vô hướng được sử dụng để đại diện cho trạng thái nhiệt động lực học của một hệ thống. Khái niệm thế nhiệt động lực học được giới thiệu bởi Pierre Duhem năm 1886. Một thế năng nhiệt động lực chính có một giải thích vật lí là nội năng U. Nó là năng lượng của cấu hình của một hệ thống nhất định của các lực thế (đó là lý do tại sao nó được gọi là "thế") và chỉ có ý nghĩa đối với một tập hợp các tham chiếu (hoặc dữ liệu) được xác định. Biểu thức cho tất cả các thế nhiệt động khác có thể suy ra thông qua biến đổi Legendre từ biểu thức cho U. Dưới đây là 4 thế nhiệt động quan trọng nhất.

## Các thế nhiệt động
Bốn thế nhiệt động chính là:
| Tên           | Ký hiệu           | Công thức định nghĩa                                        | Biến số độc lập       |
| ------------- | ----------------- | ----------------------------------------------------------- | --------------------- |
| Nội năng      | {\displaystyle U} | {\displaystyle \mathrm {d} U=T\mathrm {d} S-p\mathrm {d} V} | {\displaystyle S,\,V} |
| Entanpy       | {\displaystyle H} | {\displaystyle H=U+pV}                                      | {\displaystyle S,\,p} |
| Thế Gibbs     | {\displaystyle G} | {\displaystyle G=H-TS}                                      | {\displaystyle T,\,p} |
| Thế Helmholtz | {\displaystyle F} | {\displaystyle F=U-TS}                                      | {\displaystyle T,\,V} |

Với {\displaystyle T} là nhiệt độ, {\displaystyle S} là entropy, {\displaystyle p} là áp suất, {\displaystyle V} là thể tích.

## Biến số độc lập
Với một hệ nhiệt động đơn giản phuơng trình cơ bản của nhiệt động lực học có dạng:
{\displaystyle \mathrm {d} U=T\mathrm {d} S+p\mathrm {d} V}
Phuơng trình trên chứa năm thông số trạng thái độc lập. Nhưng muốn xác định trạng thái của hệ ta chỉ cần hai thông số. Vậy nếu chọn 2 trong số 5 thông số trên làm biến số chính thì phương trình cơ bản chỉ còn 3 thông số chưa biết. Tùy vào cách chọn ta sẽ có 4 thế nhiệt động riêng biệt, khi này 2 biến số được chọn sẽ được gọi là biến số độc lập. Nói cách khác nếu 2 biến số độc lập của một thế nhiệt động được giữ không đổi thì giá trị của thế nhiệt động đó không đổi.

## Nội năng
Chọn các biến số độc lập là {\displaystyle S} và {\displaystyle V}. Viết lại biểu thức thứ nhất của nguyên lý nhiệt động học đối với quá trình thuận nghịch.
{\displaystyle \mathrm {d} U=\delta Q-\delta A=T\mathrm {d} S-p\mathrm {d} V}
Ta thấy nếu entropy và thể tích của một hệ không đổi thì nội năng của hệ không đổi, vậy nội năng của một hệ là một thế nhiệt động với hai biến số độc lập là {\displaystyle S} và {\displaystyle V}.

## Entanpy
Phương trình định nghĩa của Entanpy là:
{\displaystyle H=U+pV}
Lấy vi phân hai vế ta có:
{\displaystyle {\begin{aligned}\mathrm {d} H&=\mathrm {d} U+\mathrm {d} (pV)\\&=T\mathrm {d} S-p\mathrm {d} V+p\mathrm {d} V+V\mathrm {d} p\\\Leftrightarrow \mathrm {d} H&=T\mathrm {d} S+V\mathrm {d} p\end{aligned}}}
Vậy hai biến số độc lập của entanpy là áp suất và entropy